# سيغموند هاغن
سيغموند هاغن (بالنرويجية البوكمول: Sigmund Hagen)‏ هو سياسي نرويجي، ولد في 15 أغسطس 1976. نشط حزبياً في الحزب الاشتراكي اليساري. وقد انتخب نائب عضو برلمان النرويج ‏.